# Madame Rex
Madame Rex è un cortometraggio muto del 1911 diretto da David W. Griffith.

## Produzione
Il film fu prodotto dalla Biograph Company. Venne girato in California, a Old Mill e al Wentworth Hotel di Santa Monica.

## Distribuzione
Distribuito dalla General Film Company, il film - un cortometraggio della durata di 17 minuti - uscì nelle sale cinematografiche statunitensi il 17 aprile 1911.